# BMW B37
BMW B37 — дизельный двигатель внутреннего сгорания немецкого автоконцерна BMW, производство которого началось в 2013 году. Наряду с дизельными двигателями BMW B47 и BMW B57 двигатель BMW B37 входит в число самых комплексных двигателей BMW.
Двигатель имеет турбонаддув с изменяемой геометрией, регулируемые распределительные валы и систему прямого впрыска топлива Common Rail. Объём был обусловлен термодинамическими соображениями. Картер сделан из алюминия.
В ноябре 2017 года двигатель был доработан. Он оснащается системой впрыска Adblue. Давление было увеличено до 2200 бар.

## Технические характеристики
| Тип      | Объём            | Диаметр × Ход поршня | Мощность при об/мин         | Крутящий момент при об/мин                                       |
| -------- | ---------------- | -------------------- | --------------------------- | ---------------------------------------------------------------- |
| B37C15K0 | 1,5 л (1496 см³) | 84,0 × 90,0 мм       | 70 кВт (95 л. с.) при 4000  | 220 Н*м при 1750–2250 об/мин 220 Н*м при 1500–2500 об/мин (MINI) |
| B37C15U0 | 1,5 л (1496 см³) | 84,0 × 90,0 мм       | 85 кВт (116 л. с.) при 4000 | 270 Н*м при 1750–2250 об/мин                                     |